# NGC 2196
NGC 2196 est une vaste galaxie spirale située dans la constellation du Lièvre. NGC 2196 a été découverte par l'astronome germano-britannique William Herschel en 1784.

## Caractéristiques
Sa vitesse par rapport au fond diffus cosmologique est de 2 424 ± 8 km/s, ce qui correspond à une distance de Hubble de 35,8 ± 2,5 Mpc (∼117 millions d'al).
À ce jour, sept mesures non basées sur le décalage vers le rouge (redshift) donnent une distance de 30,643 ± 2,294 Mpc (∼99,9 millions d'al), ce qui est tout juste à l'extérieur des valeurs de la distance de Hubble. Notons cependant que c'est avec la valeur moyenne des mesures indépendantes, lorsqu'elles existent, que la base de données NASA/IPAC calcule le diamètre d'une galaxie et qu'en conséquence le diamètre de NGC 2196 pourrait être d'environ 58,1 kpc (∼189 000 al) si on utilisait la distance de Hubble pour le calculer.
La classe de luminosité de NGC 2196 est I et elle présente une large raie HI. Elle renferme également des régions d'hydrogène ionisé.

## Morphologie

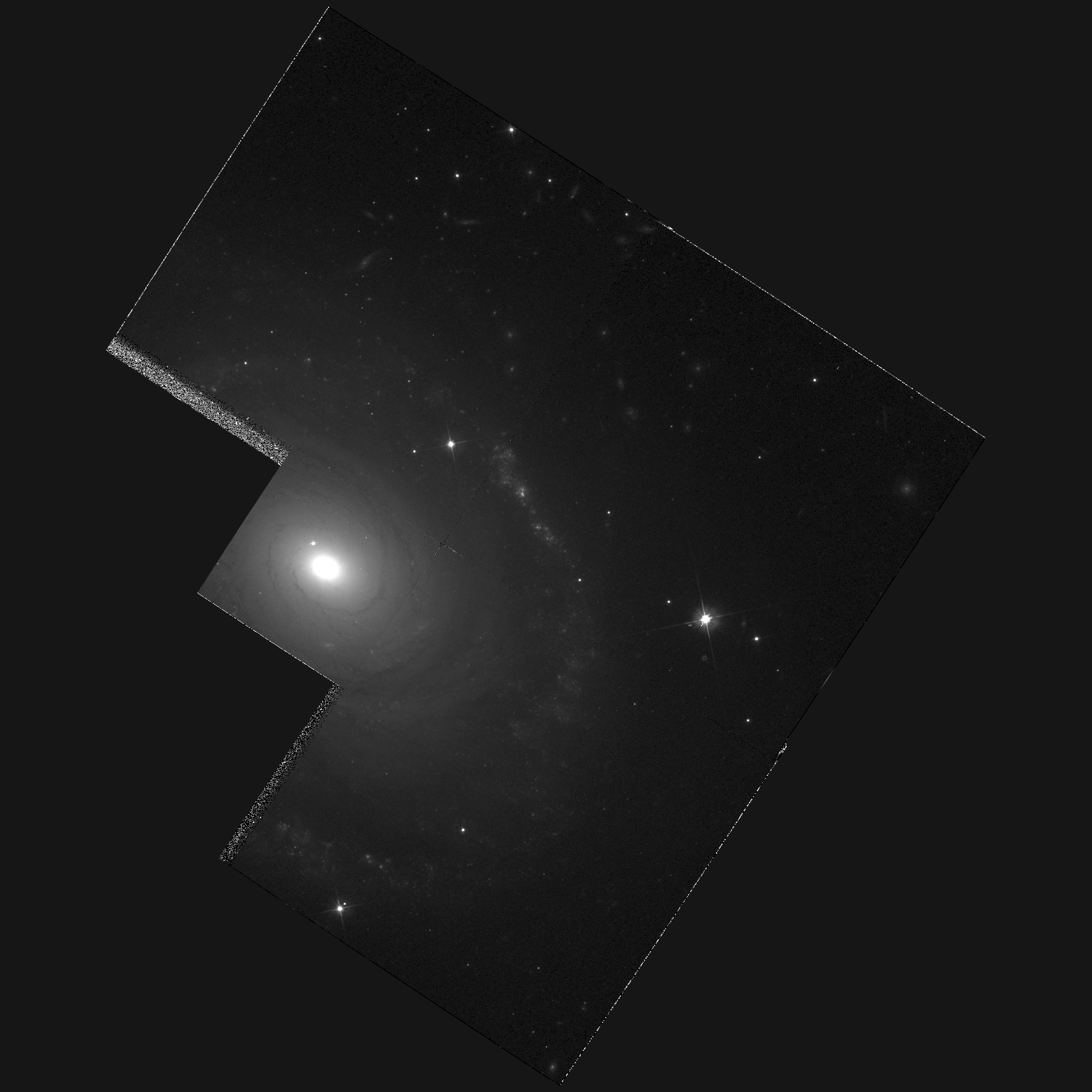
NGC 2196 par le télescope spatial Hubble.

NGC 2196 a été utilisée par Gérard de Vaucouleurs comme une galaxie de type morphologique SA(rs)ab dans son atlas des galaxies,.
Eskridge, Frogel et Pogge ont publié un article en 2002 décrivant la morphologie de 205 galaxies spirales ou lenticulaires rapprochées. Les observations ont été réalisées dans la bande H de l'infrarouge et dans la bande B (le bleu). Selon Eskridge et ses collègues, NGC 2196 est de type Sa dans la bande B et  S0/a dans la bande H. Le noyau ponctuel de NGC 2196 est brillan et il est intégré dans un bulbe elliptique brillant. Un disque de très faible brillance de surface entoure le bulbe. Le disque est lisse et présente seulement un soupçon d'irrégularités au nord-ouest.